# Piretroide

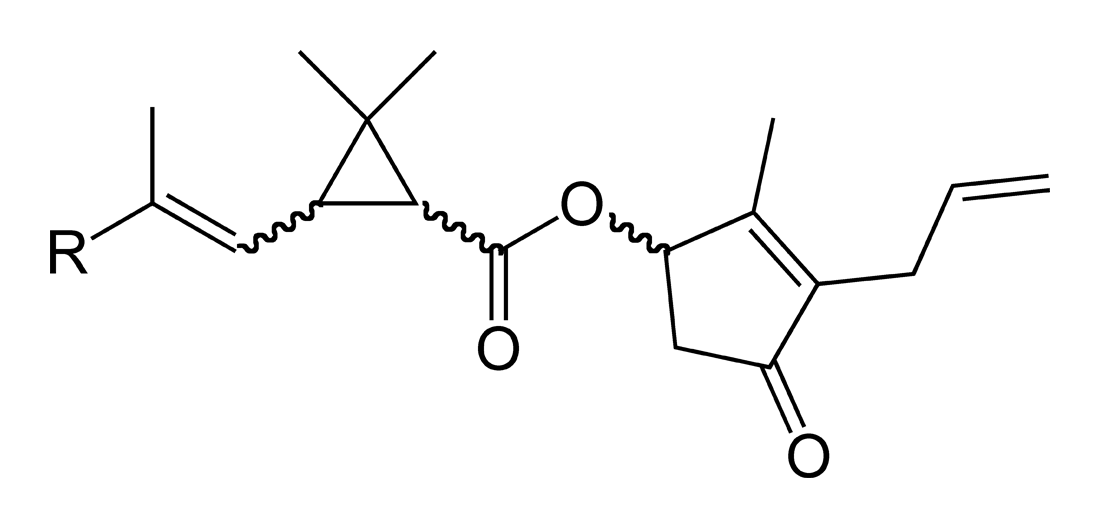
Aletrina

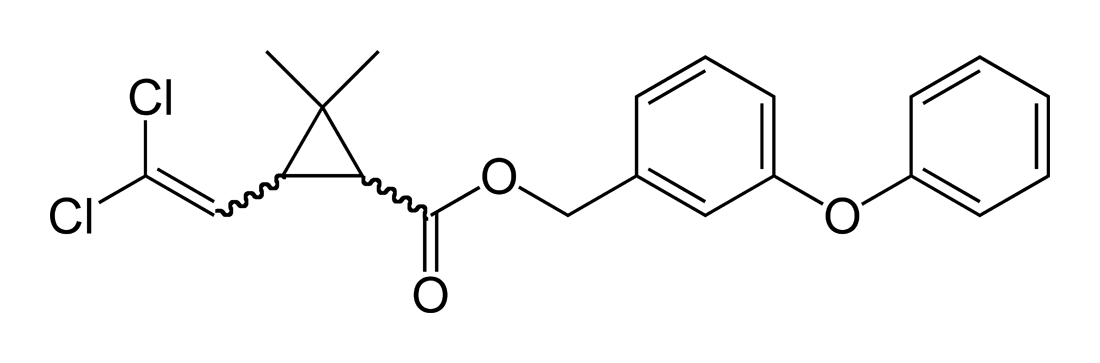
Permetrina

Los piretroides son moléculas con actividad insecticida que se aplican a cosechas, plantas de jardines, animales domésticos y también directamente a seres humanos. Los piretroides son sustancias químicas que se obtienen por síntesis y poseen una estructura muy parecida a las piretrinas. Generalmente son compuestos más tóxicos para los insectos y también para los peces y gatos. Permanecen durante más tiempo en el medio ambiente que las piretrinas ya que la modificación química en su fórmula los hace más estables a la luz solar y el calor. Se hidrolizan por álcalis (en las formulaciones se utilizan derivados de petróleo como disolventes). Son relativamente biodegradables y ya se han dado casos de resistencia por parte de los insectos. Se han desarrollado más de 1000 piretroides, pero menos de una docena se usan actualmente en los EE. UU. La permetrina es el piretroide más usado actualmente en ese país.
La obtención de piretrinas sintéticas (denominadas piretroides, es decir, “semejantes a piretrinas”), se remonta a la fabricación de la Aletrina en 1949. Desde ese entonces su uso se ha ido ampliando en la medida en que los demás pesticidas eran acusados de alta residualidad, bioacumulación y carcinogénesis (organoclorados) y por otra parte el alto efecto tóxico en organismos no plaga y en mamíferos (carbamatos y organofosforados). Los piretroides, en cambio, no poseen estas desventajas y debido a las bajas cantidades de producto necesarias para combatir las plagas.
Debido a las ventajas antes señaladas, los piretroides son actualmente una de las principales armas elegidas por los productores agropecuarios y la más importante herramienta en el combate hogareño de los mosquitos. Sus cualidades en este último campo, son su alto poder de volteo y su baja acción en el hombre.
La Agencia Internacional para la Investigación del Cáncer (IARC) ha determinado que la carcinogenicidad de los piretroides deltametrín, fenvalerato y permetrina no es clasificable.
Su acción, como casi todos los insecticidas, es a nivel sistema nervioso, generando una alteración de la transmisión del impulso nervioso. Su efecto fundamental de debe a una modificación en el canal del sodio de la membrana nerviosa. Para explicar el mecanismo de los piretroides distinguimos entre piretroides de tipo I: carentes de grupo alfa ciano en su molécula (aletrina, permetrina, tetrametrina, cismetrina,..)y piretroides de tipo II: poseen el grupo alfa ciano en su molécula (cipermetrina, deltametrina, fenvalerato, fenpropanato) (Kamita et al, 2017).
Los compuestos de tipo I inducen picos múltiples de descargas en los nervios sensoriales y en los nervios motores y en las interneuronas dentro del sistema nervioso central. Los compuestos de tipo II despolarizan el potencial de las membranas de los axones, esto reduce la amplitud del potencial de acción y lleva a la pérdida de excitabilidad eléctrica. Estos efectos ocurren porque los piretroides prolongan la corriente que fluye por los canales de sodio al hacer más lento o al impedir el cierre de los canales. La duración de las corrientes de sodio modificadas para los compuestos de tipo I dura décimas o centésimas de milisegundos, mientras que las de tipo II duran algunos minutos o aún más (Kamita et al, 2017).
Al contrario de los organoclorados, los carbamatos y los organofosforados, no existen muchos casos de resistencia de insectos a piretroides. Sin embargo, como con todos los insecticidas, es recomendable un uso moderado de los mismos alternando los distintos tipos de insecticidas y usando las cantidades mínimas necesarias.

## Acción contaminante, persistencia y degradación
Los piretroides entran al ambiente principalmente debido a su uso como insecticidas. En el aire son degradados rápidamente en 1-2 días por la luz. También pueden adherirse firmemente al suelo y ser degradados por microorganismos en el suelo y en el agua. Son muy poco solubles en agua y quedan retenidos en las capas superficiales del suelo, por lo que normalmente no pasan al agua subterránea.
En las pruebas realizadas con mamíferos se observó que los productos se eliminan con rapidez, a excepción de los gatos, que al ser incapaces de eliminar los piretroides pueden sufrir graves envenenamientos que resulten en la muerte. En las plantas, estudios realizados indican que los piretroides cuando se depositan en las hojas, sufren una isomerización trans-cis y dicho producto forma hidroxi-ésteres, ácido 3-fenoxibenzoico y glicóxidos.
La dosis tóxica oral varía entre 100 y 1000 mg/Kg, por lo que se incluyen en los grupos de plaguicidas III y IV.